# قلعه کره
دژ‌های کره‌ای استحکاماتی هستند که کره ای‌ها از دوره سه پادشاهی کره ساخته‌اند. کره ای‌ها سنت منحصر به فرد و متمایز قلعه را توسعه دادند. کره، که با گوگوریو شروع می‌شود، «کشور قلعه ها» نامیده می‌شود. تقریباً ۲۴۰۰ قلعه کوهستانی در کره یافت شده‌است.

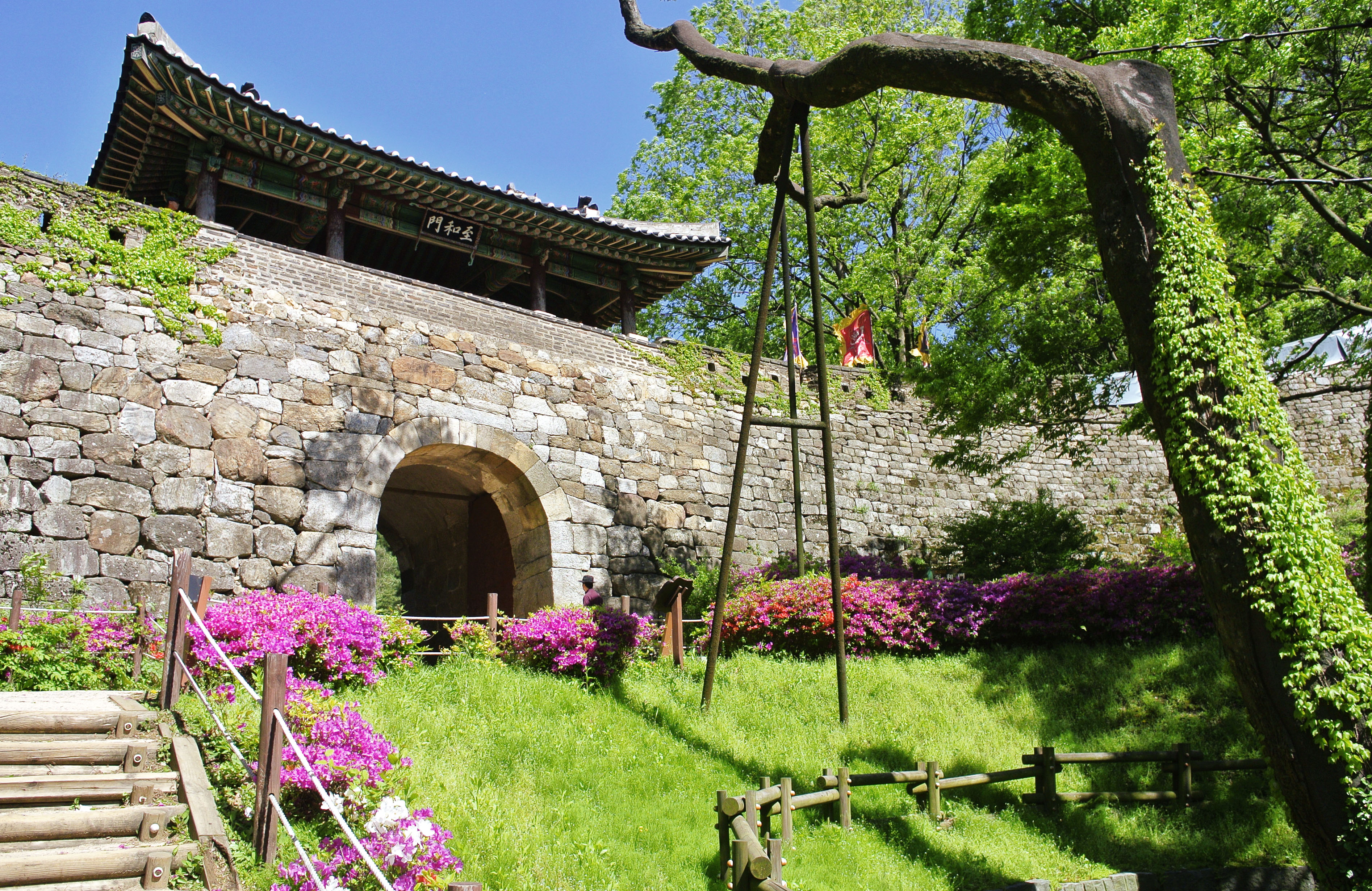
دژ نامهانسان، یکی از شهر‌های کره که دو ساختمان به صورت جداگانه در میراث جهانی ثبت شدند

انواع متعددی از قلعه‌های کره ای وجود دارد، از جمله سان‌سونگ (قلعه کوهستانی)، اوپ‌سونگ (قلعه شهر)، پیونگجی سونگ، گوان سونگ، جانگ سونگ، چاک سونگ و بیشتر.

## تاریخچه
دژهای کره‌ای بر اساس فرهنگ سنگ بنا شده و با سنگ در زمین‌های طبیعی کوهستانی ساخته شده‌اند؛ بنابراین از نظر مفهومی در مقایسه با دژهای چینی که بر اساس فرهنگ خاکی بنا شده و با آجر و زمین مهر و موم شده در زمین مسطح ساخته شده‌اند، کاملاً متفاوت هستند. دژ‌های کره‌ای توسط گوگوریو اختراع شد و به بکجه و شیلا گسترش یافت، و سپس توسط گوریو و سپس چوسون به ارث رسید و توسعه یافت.

## سایت‌ها
تقریباً ۲۴۰۰ قلعه کوهستانی در کره پیدا شده‌است.
خرابه‌های قلعه گوگوریو تا به امروز در حدود ۱۷۰ مکان از جمله در چین پیدا شده‌است. یکی از برجسته‌ترین آنها دژ آنشی است که در طول جنگ‌های گوگوریو–تانگ با موفقیت در برابر امپراتور تای‌زونگ تانگ دفاع کرد. خرابه‌های دژ‌های گوگوریو نیز در مغولستان کنونی یافت شده‌است.
دژ‌هایی به سبک کره‌ای را می‌توان در ژاپن یافت که توسط مهاجران بکجه ساخته و نظارت می‌شدند.

### یونسکو
قلعه Hwaseong و Namhansanseong از سایت‌های میراث جهانی یونسکو هستند.

## فهرست و طبقه‌بندی
- فهرست قلعه‌های کره
- فهرست قلعه‌های کره ای در چین
- قلعه‌هایی به سبک کره ای در ژاپن
- قلعه‌های ژاپنی در کره
- چئولی جانگ سونگ

## نگارخانه

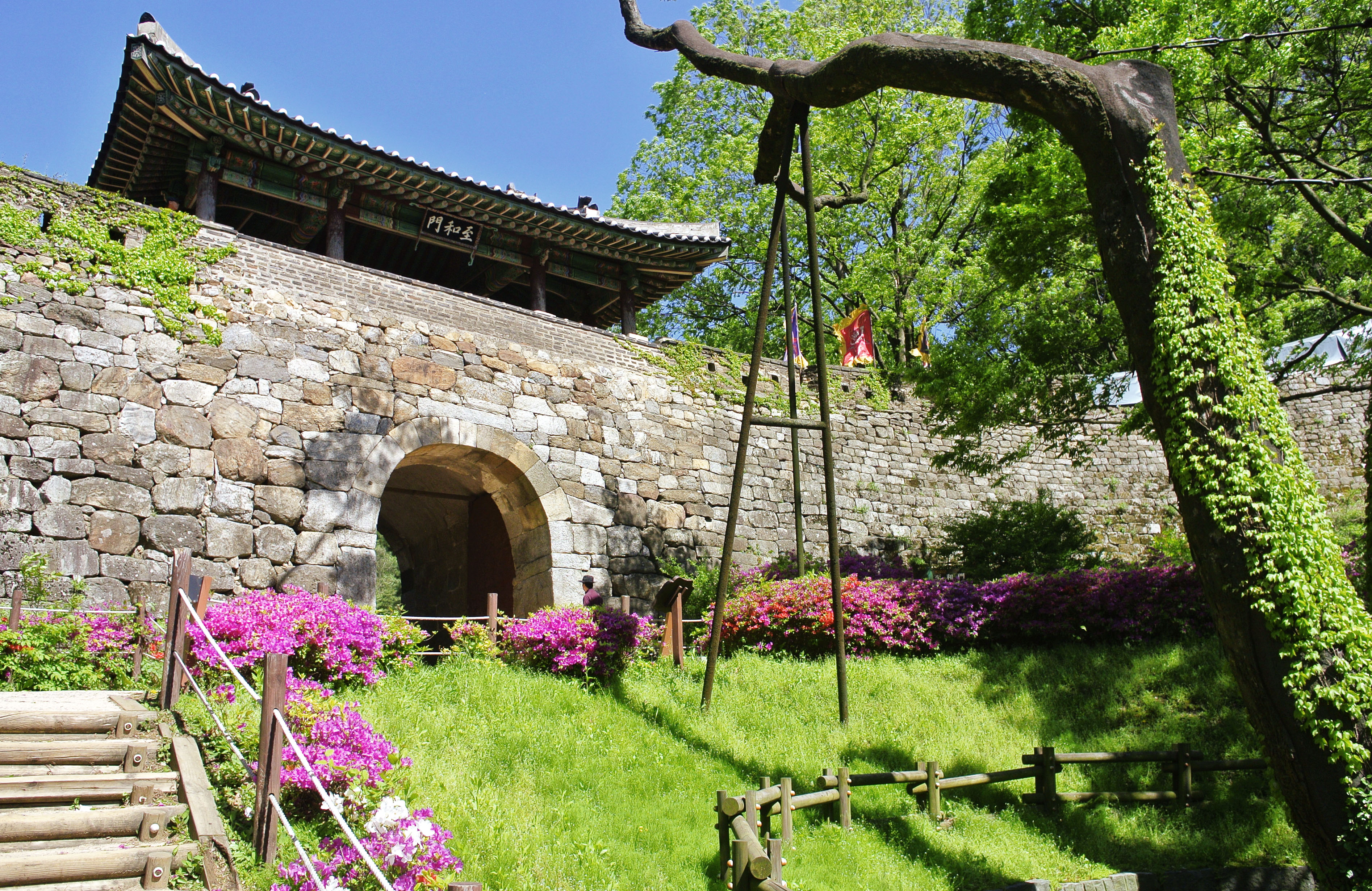
دژ کوه نامهان
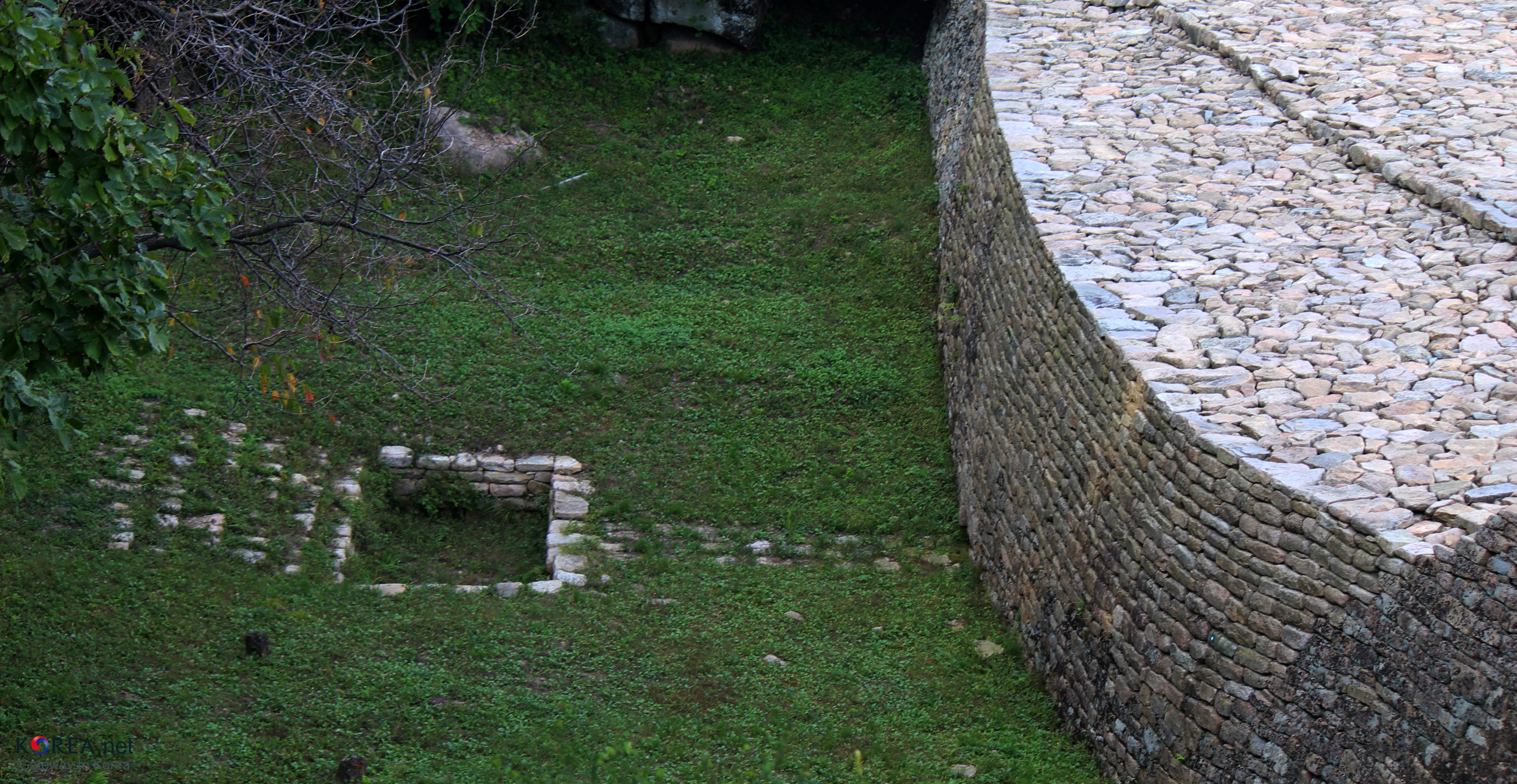
خرابه‌های دژ کوه گیونهوون
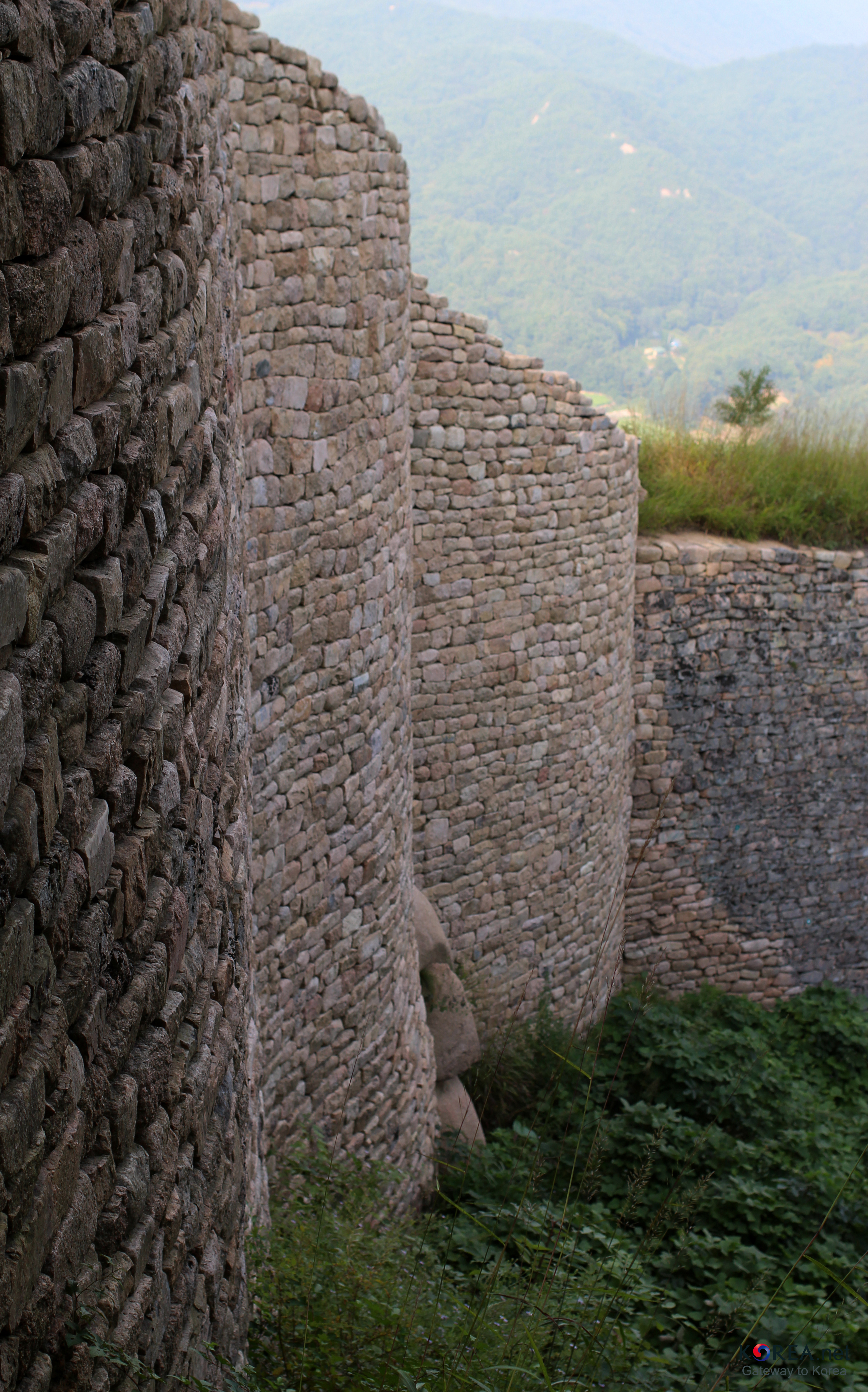
خرابه‌های دژ کوه گیونهوون